# إميل لاي
إميل لاي (بالبوكمول: Emil Lie) هو نحات نرويجي، ولد في 29 يوليو 1897 في بيرتشسغادن في ألمانيا، وتوفي في 3 أغسطس 1976 في أوسلو في النرويج.